# Tâm mộc
Tâm mộc hay bàn tâm, ông bầu, ngút (danh pháp hai phần: Cordia bantamensis) là loài thực vật có hoa trong họ Mồ hôi. Loài này được Blume miêu tả khoa học đầu tiên năm 1826.